# Pince optique
La pince optique est un outil optique introduit en 1987 et utilisé en laboratoire qui permet le piégeage et la manipulation de cibles telles que les cellules, organites ou particules. Elle utilise la force résultant de la réfraction d’un faisceau laser en milieu transparent, pour maintenir et déplacer physiquement des objets diélectriques microscopiques. Des pinces optiques multiples peuvent même être utilisées pour manipuler simultanément plusieurs cibles. 
La pince optique a de nombreuses applications en biologie principalement où elle permet une manipulation non destructive mais aussi en chimie et en physique.  

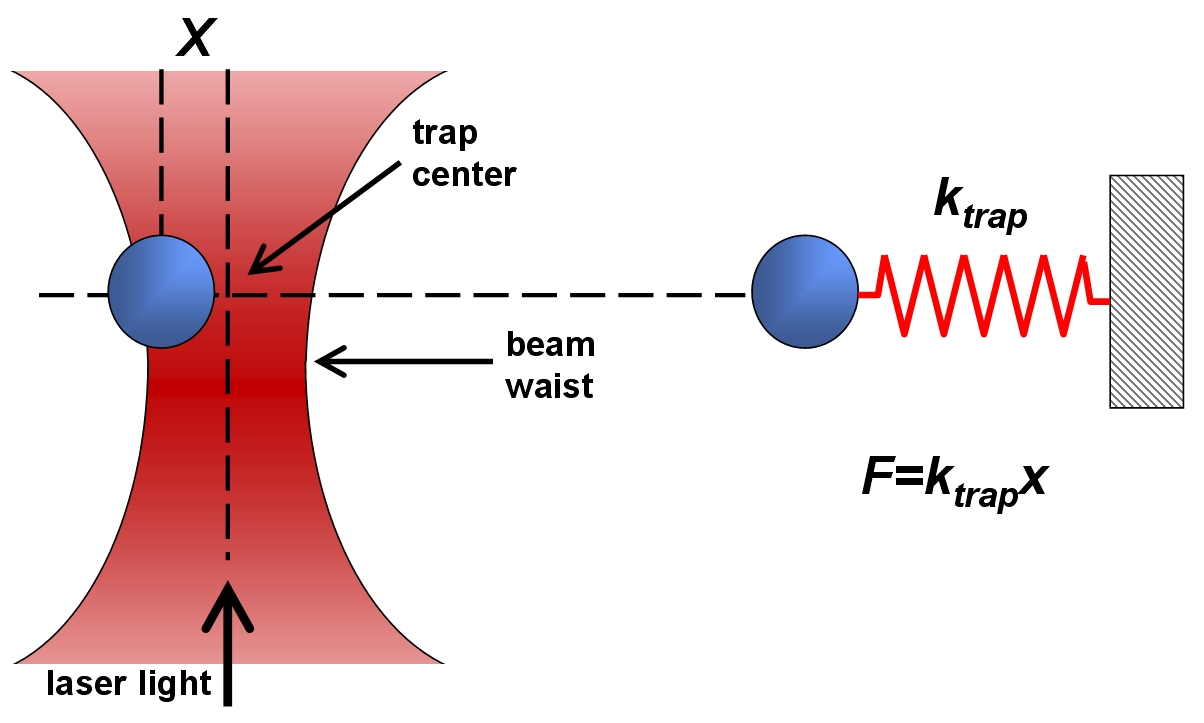
Les objets diélectriques sont attirés au centre du faisceau. La force qu'ils ressentent est proportionnelle au déplacement par rapport au centre du faisceau, bloquant l'objet comme s'il était attaché par un ressort.

## Historique
C’est au XVIIe siècle que l’Allemand Johannes Kepler, (Weil der Stadt 1572–Ratisbonne 1630) remarqua les premiers effets de la lumière sur des particules. Il déduisit qu’une pression était exercée par le Soleil sur des particules échappées d’une comète qui se déplaçaient dans la direction opposée à l’étoile.
En 1873, l’écossais James Clerk Maxwell (Édimbourg 1831–1879) prouve théoriquement que la lumière est capable d’exercer une force sur la matière (plus connue sous le nom de pression de radiation ou force lumineuse). Soixante ans plus tard, l’autrichien Otto Robert Frisch (Vienne 1904 – 1979) dévie un faisceau d’atomes de sodium en le bombardant de la lumière provenant d’une lampe à sodium.
Le terme de pince optique n’apparaît qu’en 1986, sous la plume d'Arthur Ashkin qui travaille alors pour les « Bell Laboratories » . Il réussit à accélérer des microsphères transparentes en latex plongées dans l’eau à l’aide d’un seul rayon laser. En 1987, il parvint à piéger des objets biologiques vivants toujours avec un seul rayon. Ces travaux contribueront à lui attribuer le prix Nobel de physique en 2018.

## Principe général de la pince optique
Le principe de la pince optique est de piéger un objet de petite dimension (molécule, cellule...) à l'aide d'un faisceau laser. Un déplacement précis de cet objet est alors permis par simple déplacement du faisceau laser de piégeage . 
Physiquement le piège de la pince optique repose sur un équilibre entre la force résultant du gradient d'intensité du laser focalisé et la force de pression de radiation exercée par la diffusion de la lumière sur l'objet.

## Description physique

### Forces mises en jeu
Trois phénomènes rendent possible la manipulation d’objet par la lumière : la réfraction, la pression de radiation et l’action du champ électrique du faisceau laser sur la cible. Certaines de ces forces dépendent de la dimension de la particule à piéger. On distinguera le régime de diffusion de Mie (avec une particule de taille comparable à la longueur d'onde) du régime de diffusion Rayleigh (particule de taille très inférieure à la longueur d'onde).

#### La réfraction
Pour créer un piège dans les 3 dimensions, la cible doit être transparente, pour qu’il puisse y avoir le phénomène de réfraction : quand la lumière passe d’un milieu à un autre d’indice différent, elle est déviée en suivant la loi de Snell-Descartes. Ici lorsqu’elle passe à travers une bille de petite taille et transparente, elle est réfractée à son entrée et à sa sortie. Cela modifie la direction de propagation de la lumière, et donc la direction de quantité de mouvement photonique, qui rappelons le, vaut E/c où E est l'énergie du photon et c la célérité de la lumière dans le vide. Par le principe de l’action et de la réaction appelé aussi troisième loi de Newton : « tout corps A exerçant une force sur un corps B subit une force d'intensité égale, mais de sens opposé, exercée par le corps B», la quantité de mouvement de la cible est modifiée aussi. A étant la cible et B le faisceau, et la force exercée de A sur B la modification de la direction de quantité de mouvement du faisceau due à la réfraction de la lumière. Donc il s’exerce sur la bille une force égale à la différence entre la direction de quantité de mouvement du faisceau à l’entrée de la cible et la direction de quantité de mouvement du faisceau à la sortie. Ainsi, lorsque l'on place la cible dans un gradient d’intensité, la quantité de mouvement étant plus importante d’un côté que de l’autre, dû au nombre plus important de photons voyant sa quantité de mouvement modifié, la cellule aura tendance à aller vers le champ de plus forte intensité. 
On envoie le faisceau à travers l’objectif, qui est une lentille convergente de forte ouverture numérique. Le pinceau est alors focalisé dans le plan d’observation du microscope. Il devient un cône. Lorsqu’il touche la cible, elle va se diriger vers le champ de plus forte intensité qui est le centre du faisceau. Ensuite c’est la forme en cône du pinceau qui amène la cible vers le centre du piège. En effet, l’inclinaison est telle que la réfraction donnera toujours une résultante des directions de quantité de mouvement vers le centre du piège ! Comme la cible est toujours attirée vers le centre du piège, si on déplace le piège, on déplace la cible avec.

#### Le champ électrique
La particule à piéger étant diélectrique, elle se comporte comme un dipôle et la force de Lorentz s'applique à elle. Dans le cas du modèle de Rayleigh, la particule peut être assimilée à un point et le champ électrique qui s'applique à elle est constant : {\displaystyle {\overrightarrow {F_{grad}}}({\overrightarrow {r}})={\frac {2\pi n_{m}^{2}a^{3}}{c}}\times {\frac {m^{2}-1}{m^{2}+2}}\bigtriangledown I({\overrightarrow {r}})}.
Dans cette formule {\displaystyle I({\overrightarrow {r}})} désigne l'intensité du laser à la position {\displaystyle r} où se trouve la particule, {\displaystyle a} la dimension de la particule, {\displaystyle n_{m}} l'indice du milieu dans lequel se trouve la particule, {\displaystyle m} le rapport de l'indice de la particule sur l'indice du milieu ambiant. 
Cette force est attractive et elle est d'autant plus forte que la particule est proche du centre du faisceau laser. 

#### La pression de radiation
Du fait de la réflexion qui a lieu à l'interface entre la particule et le milieu (d'indices différents), une force de réfraction est créée, d'expression : {\displaystyle {\overrightarrow {F_{rad}}}({\overrightarrow {r}})={\frac {8\pi k^{4}a^{6}n_{m}}{3c}}\times ({\frac {m^{2}-1}{m^{2}+2}})^{2}I({\overrightarrow {r}}){\overrightarrow {e_{z}}}}.
La pression de radiation dépend de l'intensité lumineuse appliquée à la cible (variation linéaire) ainsi que de la longueur d'onde du laser utilisé en {\displaystyle 1/\lambda ^{4}}.
Les photons exercent aussi une pression axiale sur la cible. En effet, la totalité des photons n'est pas réfractée, une partie est réfléchie. En se réfléchissant sur la paroi de la cible, ils vont lui céder une partie de leur quantité de mouvement. Cette force va entraîner la cible dans le sens de propagation de la lumière : c’est la pression de radiation. C’est là que nous remarquons l’intérêt de l’expanseur et d’une lentille à forte ouverture numérique pour focaliser le faisceau de la pince. En effet, pour que la cible ne s'échappe pas à cause de cette pression de radiation, il faut que les rayons réfractés génèrent une plus grande force vers l’arrière que la pression de radiation. Or plus les rayons périphériques arrivant sur la cible sont inclinés, plus cette force est importante. Les rayons les plus inclinés par l’objectif seront ceux le plus loin du centre de celui-ci, un large faisceau laser, un pinceau, est donc nécessaire. De plus, plus l’ouverture numérique de l’objectif est importante plus les rayons seront inclinés.

## Mise en place expérimentale

### Conditions expérimentales
La création d’un piège nécessite plusieurs étapes : tout d’abord le choix du milieu dans lequel se trouve la cible, celui du laser en fonction de la cible, le choix des dispositifs optiques pour créer le piège à l’endroit  souhaité.

#### Choix du milieu
Pour que la force de réfraction optique sur la cible existe, il faut imposer une contrainte sur l'indice du milieu dans lequel va évoluer la cible. 
Soit {\displaystyle n_{1}} l'indice de réfraction du milieu et {\displaystyle n_{2}} celui de la cible à piéger. Soit {\displaystyle i_{1}} l’angle entre la normale au plan de séparation du milieu et de la cible et le rayon incident et soit {\displaystyle i_{2}} l’angle entre cette normale et le rayon réfléchi. 
En utilisant la loi de Snell-Descartes, pour que  {\displaystyle i_{2}>i_{1}}, il faut nécessairement {\displaystyle n_{2}<n_{1}}.

#### Le choix du laser
Dans le cas d'une pince optique conventionnelle le laser utilisé doit être continu, d'une puissance allant de quelques mW à quelques dizaines de mW pour un piège. Le laser ne doit pas être trop puissant au risque de détruire partiellement voir totalement la cible (on parle de dommages optiques ou opticutions). L'endommagement de la cible par le laser dépend de l'absorption de la cible à la longueur d'onde du laser. Le laser doit être choisi dans un domaine de faible absorption de la cible.

### Pince optique conventionnelle

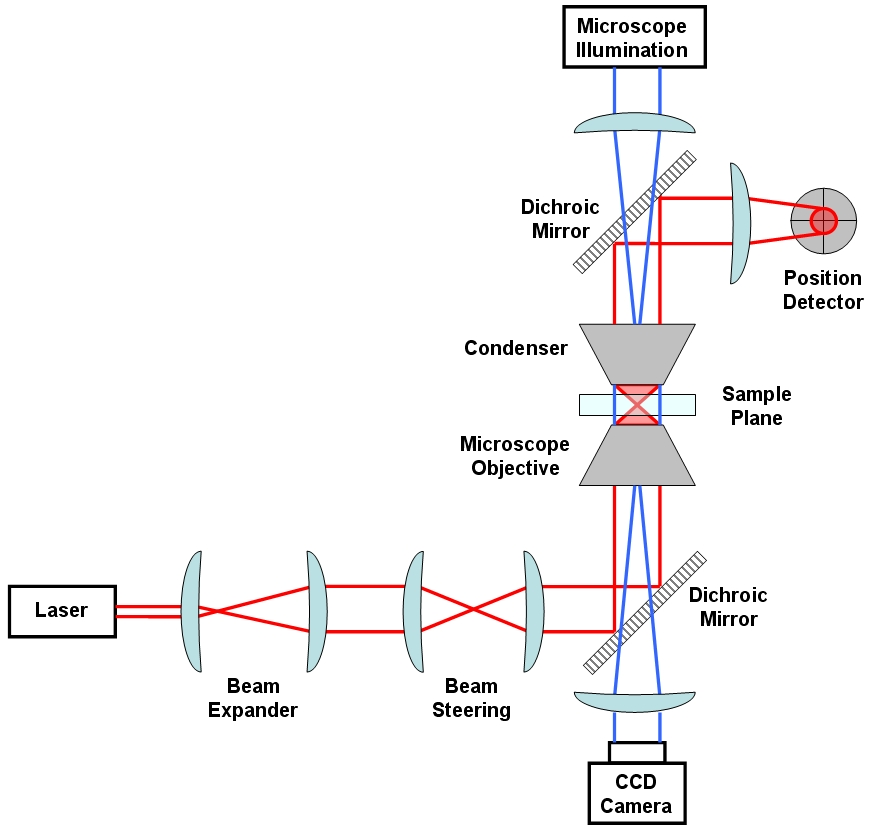
Schéma général d'une pince optique avec un système d'observation (caméra) et un système de localisation

La pince optique conventionnelle utilise une source laser (la longueur d'onde dépend de l'application, mais elle se trouve souvent dans le proche infrarouge pour les applications biologiques afin de minimiser l'absorption par le milieu) et un objectif de microscope de grande ouverture. L'ouverture (f/1.2 ou mieux) a un rôle sur la taille du piège à cause de la limite de diffraction,. 
On y ajoute souvent une lame séparatrice et une caméra pour visualiser la manipulation. 
Une variante utilise la modulation spatiale du faisceau pour permettre la rotation des particules étudiées par le biais de l'interférence de deux modes du laser.

### Pince optique multiple
Afin de piéger simultanément plusieurs particules, plusieurs approches sont possibles : une multiplication des sources, un balayage temporel à l'aide d'une pince optique simple ou la génération de plusieurs faisceau par diffraction (on parle alors de pince holographique.

## Applications

### Applications biologiques
L’intérêt des pinces optiques pour la biologie réside dans le caractère non invasif de la méthode. Ainsi l’opérateur ne perturbe pas les conditions de son expérience. Il est ainsi possible de manipuler des organites à l’intérieur d’une cellule sans en perforer la membrane. 

#### Manipulation de cellules
L'utilisation de pinces optiques permet la manipulation précise de nombreux organismes unicellulaires dont les bactéries, virus et des cellules humaines. Par le biais des pinces optiques de nombreuses recherches sur les contacts intercellulaires ont pu être menées. 

#### Mesure d’élasticité
L’un des pionniers de la recherche sur les pinces optiques, Steven Chu, s’est intéressé aux propriétés élastiques de la molécule d’ADN. Lui et son équipe ont fixé une microbille à chaque extrémité de la molécule. Puis, soit en piégeant chacune d’elles, soit en fixant l’une à la lamelle, et en piégeant l’autre, ils ont étiré la molécule. Ensuite, il relâchent l’une des deux microbilles et étudient le retour au repos de la molécule. Ainsi, ils ont validé des théories sur la physique des polymères quand ils sont loin de l’équilibre.

#### Mesure de force
Le corps humain possède des cellules motrices, comme les spermatozoïdes qui utilisent une force mécanique pour se déplacer. On mesure facilement leurs forces de déplacement en les piégeant, puis en diminuant petit à petit la force du piège, on relève la valeur à laquelle le spermatozoïde s’est échappé. Elle correspond alors à la force de propulsion flagellaire du gamète. 
Le corps possède aussi des protéines motrices, comme la kinésine ou la myosine. Elle utilise un mécanisme chimique complexe pour se déplacer le long de microtubule : elle possède deux moteurs globulaires qui sont alternativement fixés au microtubule. Entre ses deux fixations, une réaction chimique engendre une force qui fait pivoter la kinésine. Le déplacement de celle-ci sur le microtubule se fait sous forme de « pas ». Ce second mécanisme sert au transport d’organite et de vésicule à l’intérieur même de la cellule.   
Le but est de mesurer la force chimique qui fait pivoter la kinésine. On fixe à une microbille piégée par une pince optique une protéine de kinésine  que l’on dépose sur un microtubule. La protéine entame alors sa progression, emportant avec elle la bille. Le déplacement de la bille par rapport au centre du piège est proportionnel à la force exercée par la kinésine pour avancer. Une pince de faible rigidité (≈ 0,02 pN/nm) est utilisée lorsque l’on veut mesurer le déplacement élémentaire de la kinésine. La force maximale est mesurée en utilisant une pince optique plus rigide. Ainsi, on a constaté que  la force maximale développé par cette protéine motrice   est comprise entre 5 et 7 pico Newton.
L'utilisation de pinces optiques a aussi permis la mesure de la force de l'ARN polymérase ainsi que de la myosine.